# SN 2006qy
SN 2006qy – supernowa typu Ia odkryta 23 października 2006 roku w galaktyce A234536-1211. Jej maksymalna jasność wynosiła 19,21m.